# Василенко, Андрей Аверьянович
Андре́й Аверья́нович Василе́нко (4 [16] ноября 1891, Беленькое, Запорожская область — 5 июля 1963, Киев) — советский и украинский учёный в области сельскохозяйственной механики и сельскохозяйственного машиностроения, академик Академии наук Украинской ССР (с 30 июня 1948 года; член-корреспондент с 1939 года), доктор технических (с 1946 года) и сельскохозяйственных наук (с 1936 года), профессор.

## Биография
Родился 23 октября (4 ноября) 1891 года в селе Беленьком (ныне Запорожский район, Запорожская область, Украина) в многодетной крестьянской семье. После окончания сельской школы в 1904 году поступил в среднее 7-классное механико-техническое училище в Александровске, которое успешно заканчивает в 1911 году, и ему присваивают квалификацию техника-механика. В этом же году он успешно сдавал конкурсные экзамены и его зачислили на механическое отделение КПИ.
Для того, чтобы учиться, ему приходилось работать на различных предприятиях и заводах, ибо из дома он не получал почти никакой поддержки, а плата за обучение составляла 50 рублей в год, стипендии студенты не получали и проживали на частных квартирах, поскольку общежитий в то время не было.
В годы первой мировой войны вместе со студентами — выпускниками КПИ выполнил работу по проектированию лесопильного и деревообрабатывающего цехов, бондарный автоматического цеха Киевского завода дубильных экстрактов на Куреневке. В 1916 году основал в Святошине крупные центральные мастерские по ремонту паровых локомобилей, сложных паровых и ручных сенных прессов, двигателей внутреннего сгорания и др. В 1917 г. на базе этих мастерских по заданию правительства организовал завод сельхозмашин и к 1921 г. был его техническим руководителем.
В 1923 году, будучи уже специалистом с большим опытом и стажем инженерной работы, защитил проект «Завод трансмиссий». Вместе с другими молодыми учеными организовывал в 1923 году секцию сельскохозяйственной техники при Институте технической механики АН УССР, на базе которой по их ходатайству создано научно-исследовательскую кафедру сельскохозяйственной механики при Главнауке. Её возглавил академик К. К. Семинский.
Учёный был одним из основателей в 1929 году в Харькове Украинского НИИ сельскохозяйственного машиностроения и машиноиспытаний с филиалом в Киеве и в 1930 году — Украинского НИИ механизации сельского хозяйства. В Украинском научно-исследовательском институте сельскохозяйственного машиностроения и машиноиспытаний работал заведующим лабораторией, заведующим отделом, заместителем директора по научной работе; а в Украинском научно-исследовательском институте механизации сельского хозяйства — консультантом, заведующим методической части и заместителем директора по научной работе, заведующим отделом динамики машин и механики почвы.
Возглавлял коллектив в составе 15 молодых инженеров, созданный по распоряжению наркома тяжелого машиностроения для налаживания выпуска первого отечественного зерноуборочного комбайна на заводе «Коммунар» в Запорожье.
Под его руководством в 1933 году был создан шестирядный, в 1934 году — трёхрядний прицепной, а в 1935 году — навесной трёхрядний и шестирядный свёклособирающий агрегат для уборки сахарной свёклы. Их производство было налажено на заводах имени Октябрьской революции в Одессе и «Плуг и молот» в Николаеве.
В 1935—1941 годах — консультант по вопросам машиностроения завода «Серп и молот» в Харькове. После организации в 1939 году при Институте электротехники АН УССР (Харьков) отдела сельскохозяйственной механики как руководитель отдела в 1939—1941 годах осуществлял обоснование повышения рабочих скоростей сельскохозяйственных машин, применение рентгенографии при исследовании процесса сепарации зернового вороха в молотилке. Самостоятельно разработал новую систему слоевого обработки почвы с шаровым внесением удобрений.
На протяжении 1941—1944 годов преимущественно занимался созданием машин и орудий малой механизации трудоемких процессов в сельском хозяйстве. Участвовал в разработке технологии и налаживании производства чугунных гильз для двигателей внутреннего сгорания и др.
Находясь в эвакуации в Алма-Ате, Василенко организовал секцию механизации сельского хозяйства в Казахском филиале ВАСХНИЛ и как председатель секции и член Президиума филиала осуществлял методическое руководство вопросами механизации сельского хозяйства республики.
В 1944 году член-корреспондент АНУССР А. А. Василенко создает Лабораторию сельскохозяйственной механики при Институте строительной механики АН УССР в составе пяти научных сотрудников. Постановлением СНК УССР № 328 от 9 марта 1945 года и постановлением Президиума АН УССР № 20;5 от 23 марта 1945 года эта лаборатория выделяется в самостоятельную научную единицу при Отделении технических наук АН УССР с названием «Лаборатория машиностроения и проблемы сельскохозяйственной механики»
Теоретические разработки и организационная деятельность академика А. А. Василенко в отраслях земледельческой (сельскохозяйственной) механики и сельскохозяйственного машиностроения позволили создать принципиально новые виды сельскохозяйственной техники — с группой сотрудников разработал и внедрил в производство комбинированную свекольную сеялку (1930), ряд прицепных (1933) и навесных (1935) свеклособирателей, 4-корпусный навесной плуг для Полесья.
Умер 5 июля 1963 года. Похоронен в Киеве на Байковом кладбище.

## Преподавательская деятельность
Наряду с научной работой, начиная с 1924 года, в разные периоды преподавал в различных высших учебных заведениях, систематически занимался научно—педагогической деятельностью: сначала ассистент кафедры механизации сельского хозяйства Киевского СХИ, с 1927 года — старший преподаватель, а с 1928 года — профессор. Доктор сельскохозяйственных наук (1936). Доктор технических наук (1946).
Был профессором и заведующим кафедрой в Киевском, Харьковском и Алма-Атинском сельскохозяйственных институтах, Мелитопольском институте механизации сельского хозяйства, Белоцерковском политехникуме, Харьковском институте механизации сельского хозяйства, Харьковском механико-машиностроительном. С 1948 года в Киевском автомобильно-дорожном институте.
Он подготовил более 35 кандидатов технических наук, одного доктора сельскохозяйственных наук.

## Научная деятельность
Работая заведующим научно-исследовательского сектора на кафедре сельскохозяйственной механики при Главном управлении науки Наркомата просвещения УССР, А. А. Василенко разработал ряд важных теоретических и практических вопросов, в частности, он разработал кинематику и динамику режущих аппаратов жатк машин, которые положены в основу машин, что выпускались заводами сельскохозяйственного машиностроения.
Большое научное и практическое значение имеют оригинальные исследования академика А. А. Василенко в области сельскохозяйственной механики. Научное наследие А. А. Василенко можно разделить по следующим основным направлениям исследований:
- механика сельскохозяйственных сред и материалов,
- разработка теоретических основ машин и процессов,
- динамика машин и машинных агрегатов, проектирование сельскохозяйственной техники,
- разработка технологий конструкционных материалов, исследования в области истории науки и техники.

Теоретическими исследованиями А. А. Василенко установлено, что изменение углов наклона элементарных рабочих поверхностей даже при повышенных поступательных скоростях деформаторов можно сохранить скорости перемещения частиц почвы и затраты энергии такими же, как и при обычных скоростях.
Аналитическое исследование характера, величины и скоростей перемещений частиц грунта рабочими органами почвообрабатывающих машин, которые имеют различные параметры, дало возможность установить критерии оценки того или иного почвообрабатывающего рабочего органа. Оно также дает возможность судить о механические преобразования, происходящие в почве.
Он провел большую исследовательскую работу по изучению процессов уборки сахарной свеклы. В результате этих исследований А. А. Василенко была разработана теория ботворежущих аппаратов с пассивными и активными рабочими органами и теоретические вопросы, связанные с конструкцией старателей, что дало возможность создать свеклоуборочный комбайн с обрезкой ботвы на корню, что является прообразом современного агрегата
Академик А. А. Василенко и канд. техн. наук И. С. Григорьев первыми на просторах бывшего Советского Союза в 1948 г. разработали оригинальную технологию модифицирования обычного серого чугуна с нормальным содержанием серы и фосфора и получили «глобулярный графит» («бычий глаз») на фоне сорбитоподобного перлита в отливке без термической обработки и без использования дорогих гематитовых чугунов и присадок церия.

## Награды и премии
- Сталинская премия третьей степени (1950) — за разработку и освоение новой технологии получения сверхпрочного чугуна
- орден Трудового Красного Знамени (23.01.1948)
- медаль «За доблестный труд в Великой Отечественной войне 1941—1945 гг.»
- Серебряные медали ВДНХ
- Почётные грамоты ВС РСФСР, ВС СССР

## Память
В 1991 году в Киеве по адресу бульвар Академика Вернадского, 34/1 установлен бронзовый барельеф (автор — скульптор А. П. Скобликов) с надписью «1891-1963 В этом институте работал советский учёный, академик АН УССР Андрей Аверьянович Василенко».